# Tomba dello scià Rukn-e-Alam
La tomba dello scià Rukn-e-Alam (in panjābī e in in urdu مقبرۂ شاہ رکن عالم‎?) è un mausoleo a pianta ottagonale sito a Multan in Pakistan.
Considerato l'esempio più antico di architettura Tughlaq, ospita la tomba dello sceicco e santo sufi Rukn-ud-Din Abul Fateh detto Rukn-e-Alam, lett. "il pilastro del mondo", attraendo a sé oltre 100 mila pellegrini per l'annuale Urs che ne commemora la morte.

## Galleria d'immagini

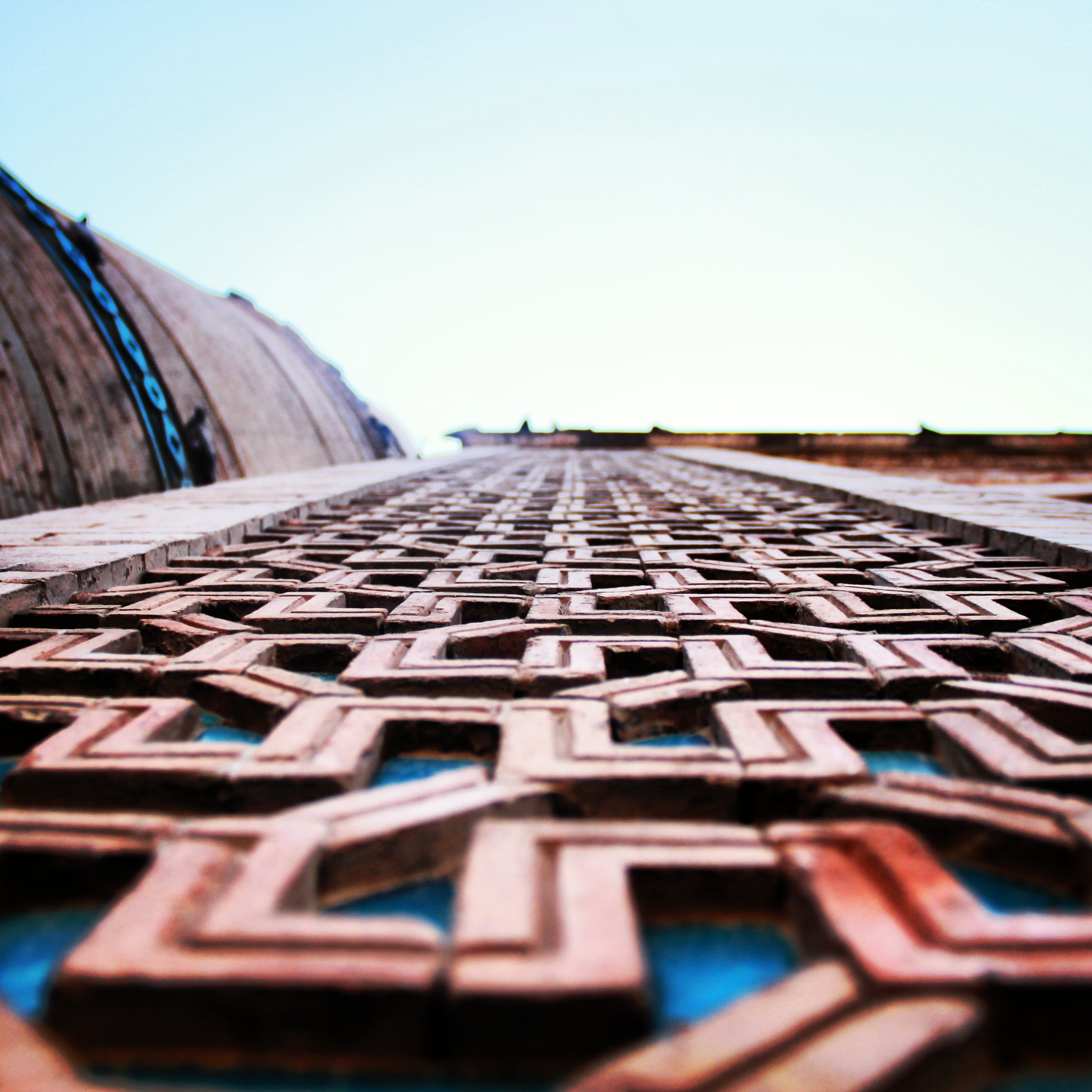
Dettaglio delle sculture in laterizio della facciata
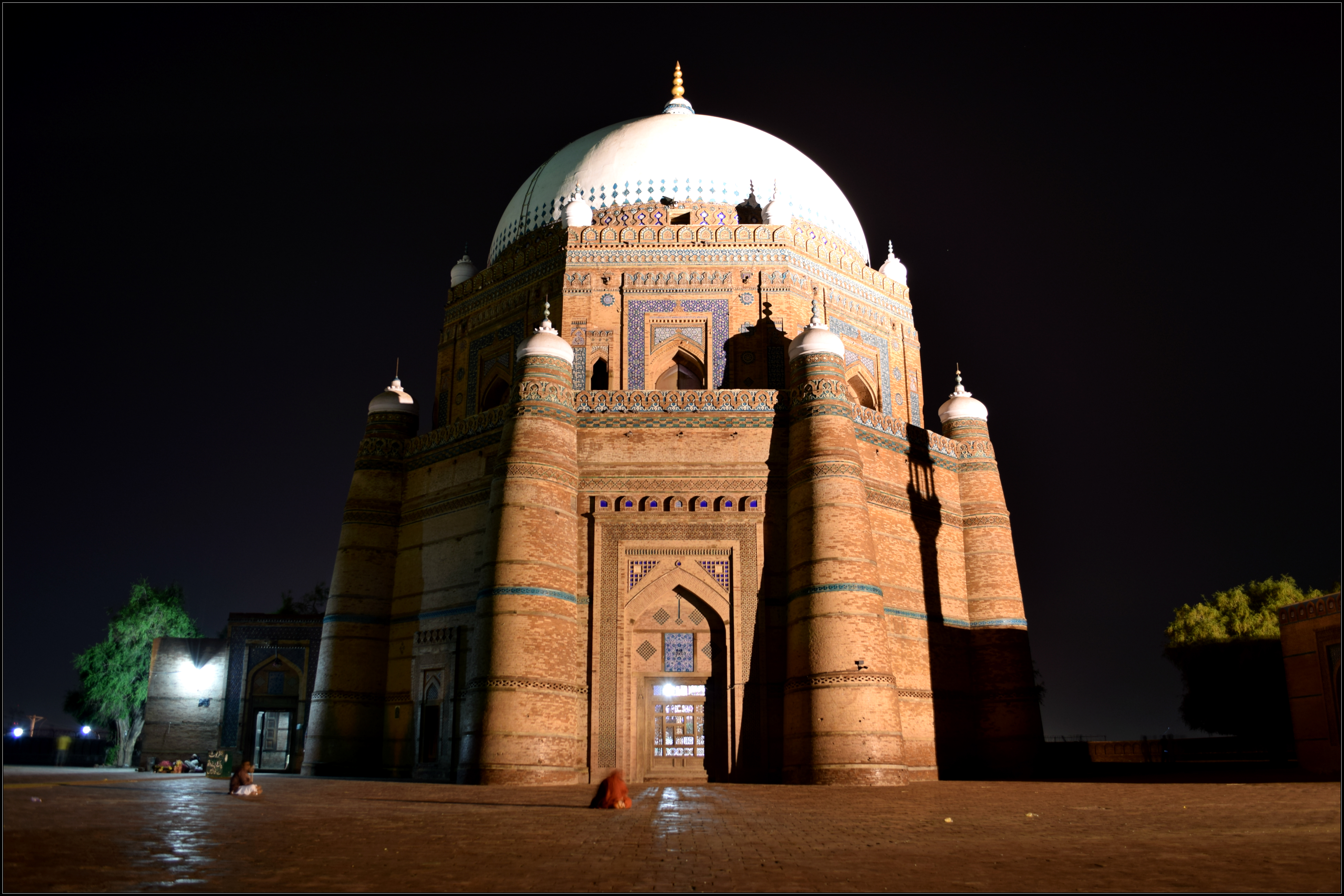
Il santuario di notte
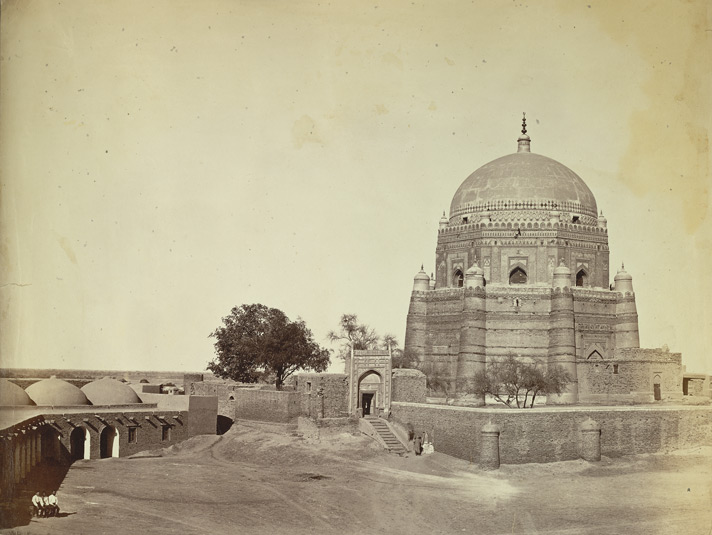
La tomba nel 1865
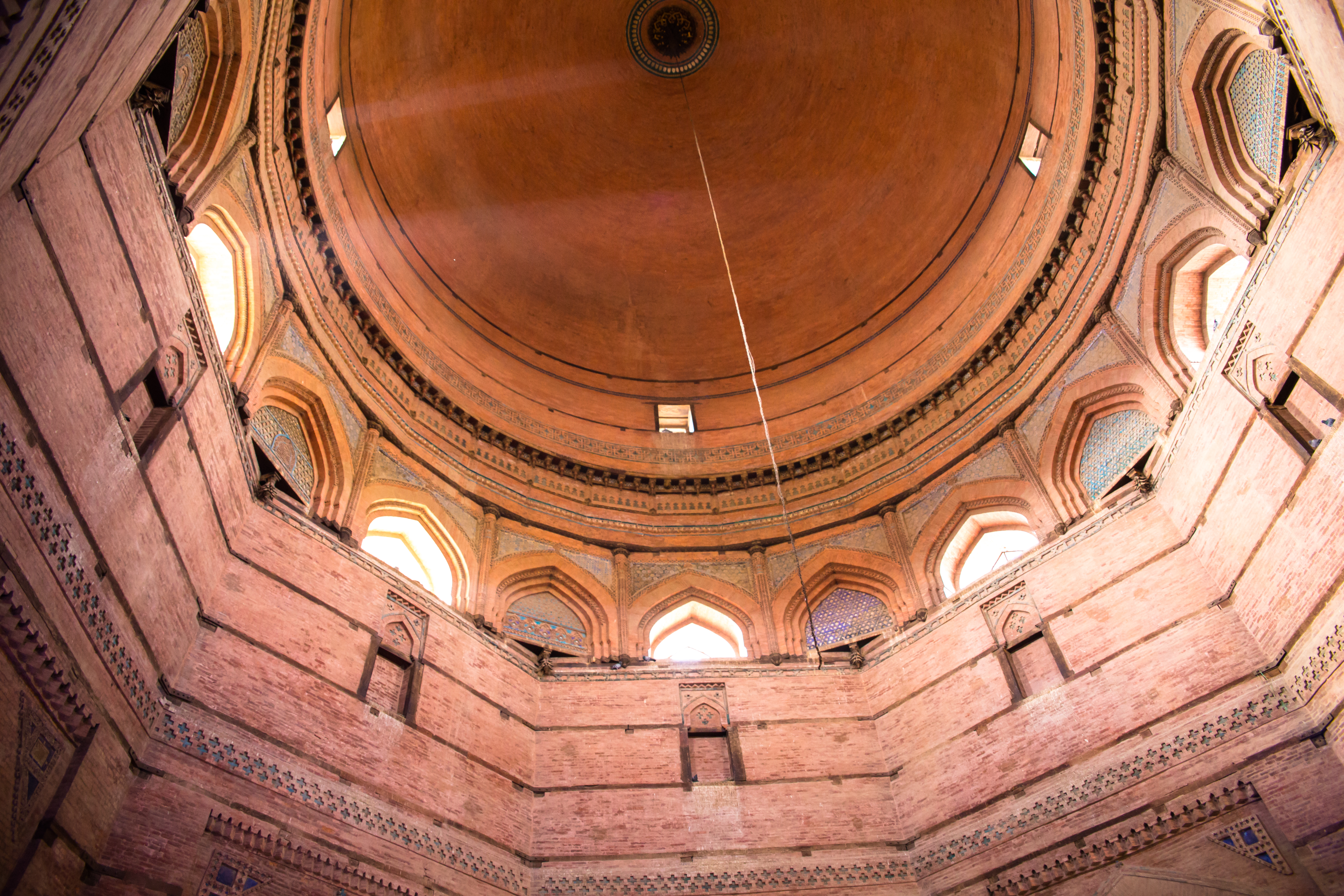
Parte inferiore della cupola del santuario
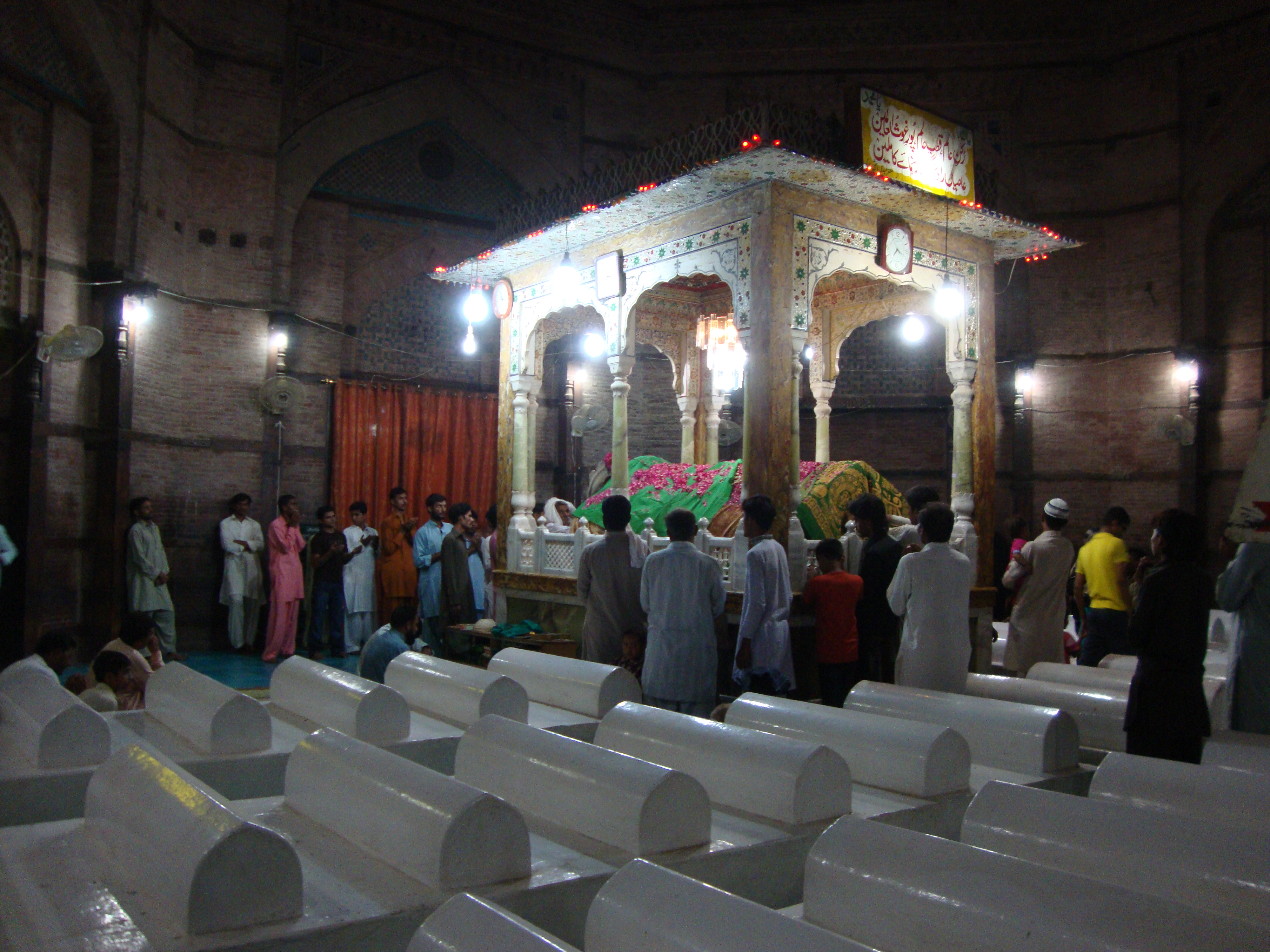
Devoti all'interno del santuario
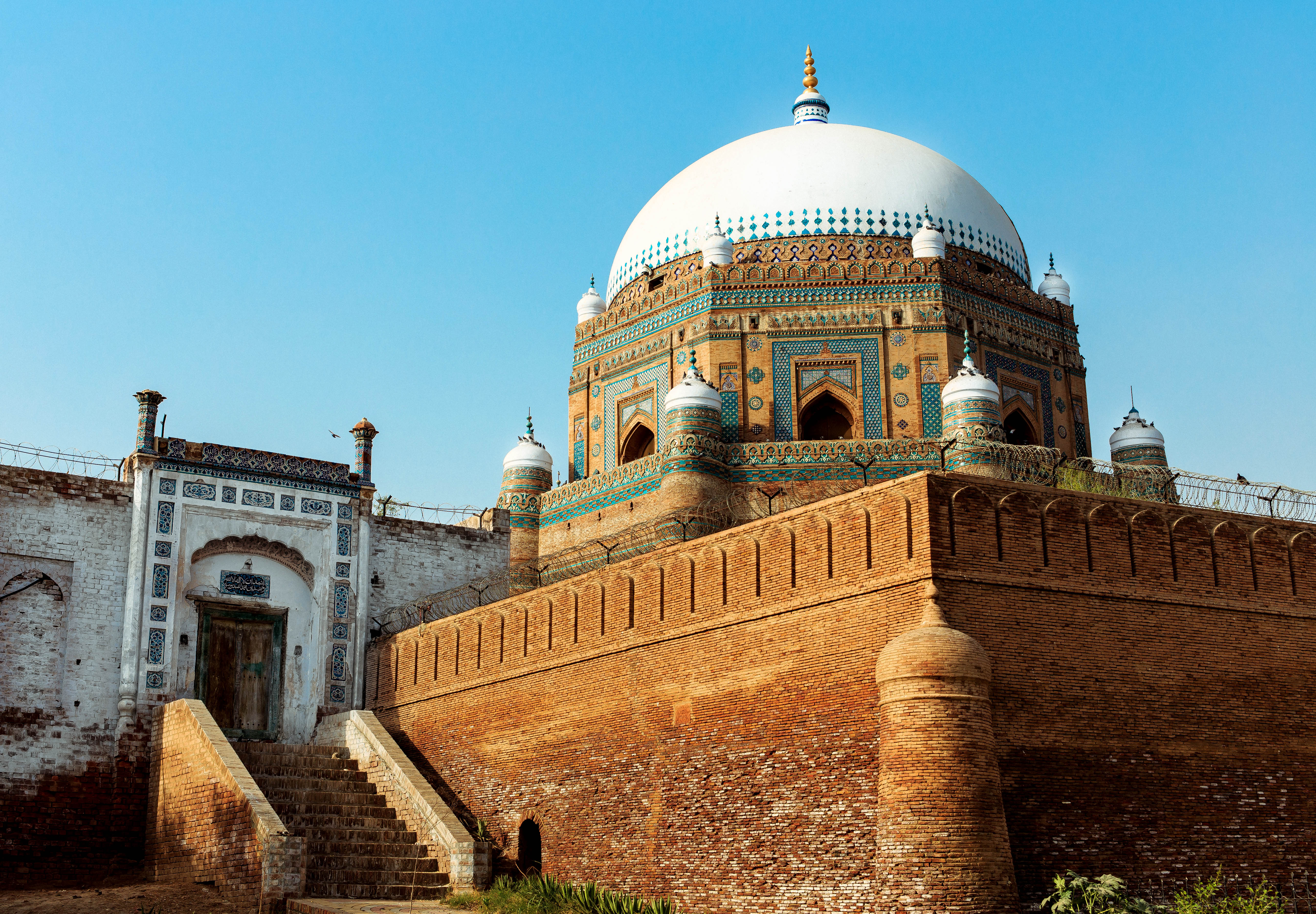
Vista esterna del santuario
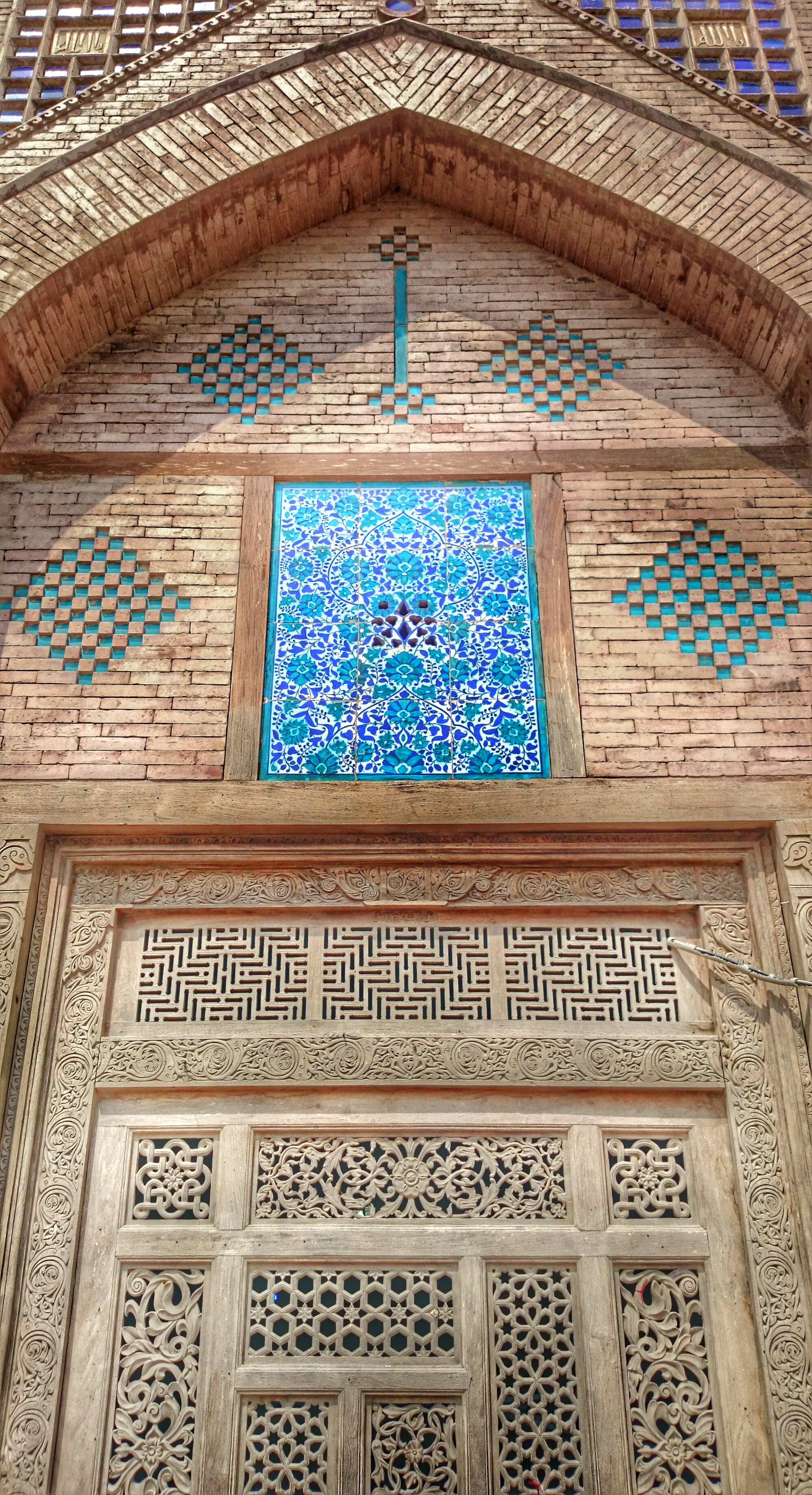
L'esterno del santuario è arricchito da una varietà di elementi decorativi
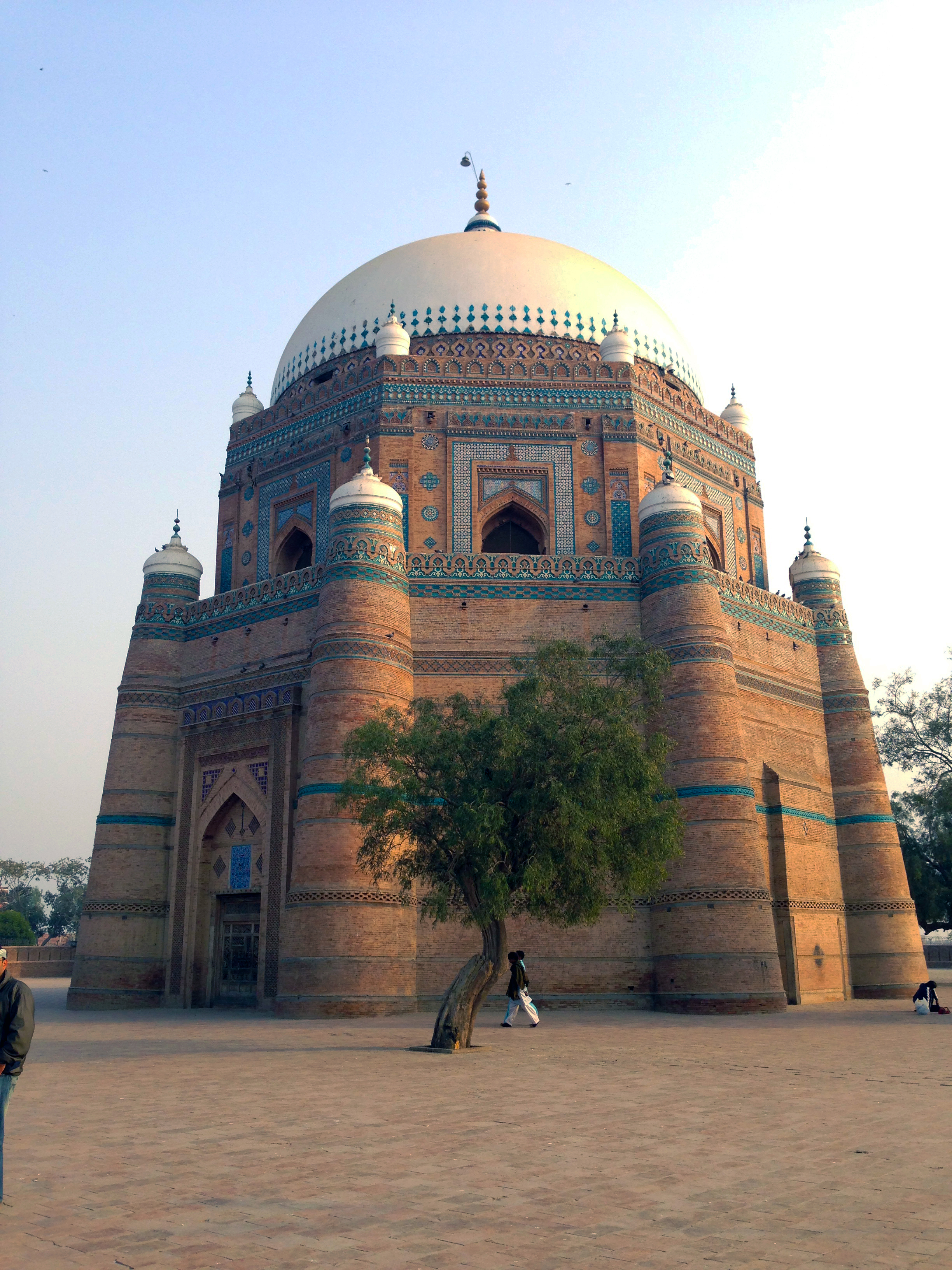
Una veduta del santuario dal suo cortile
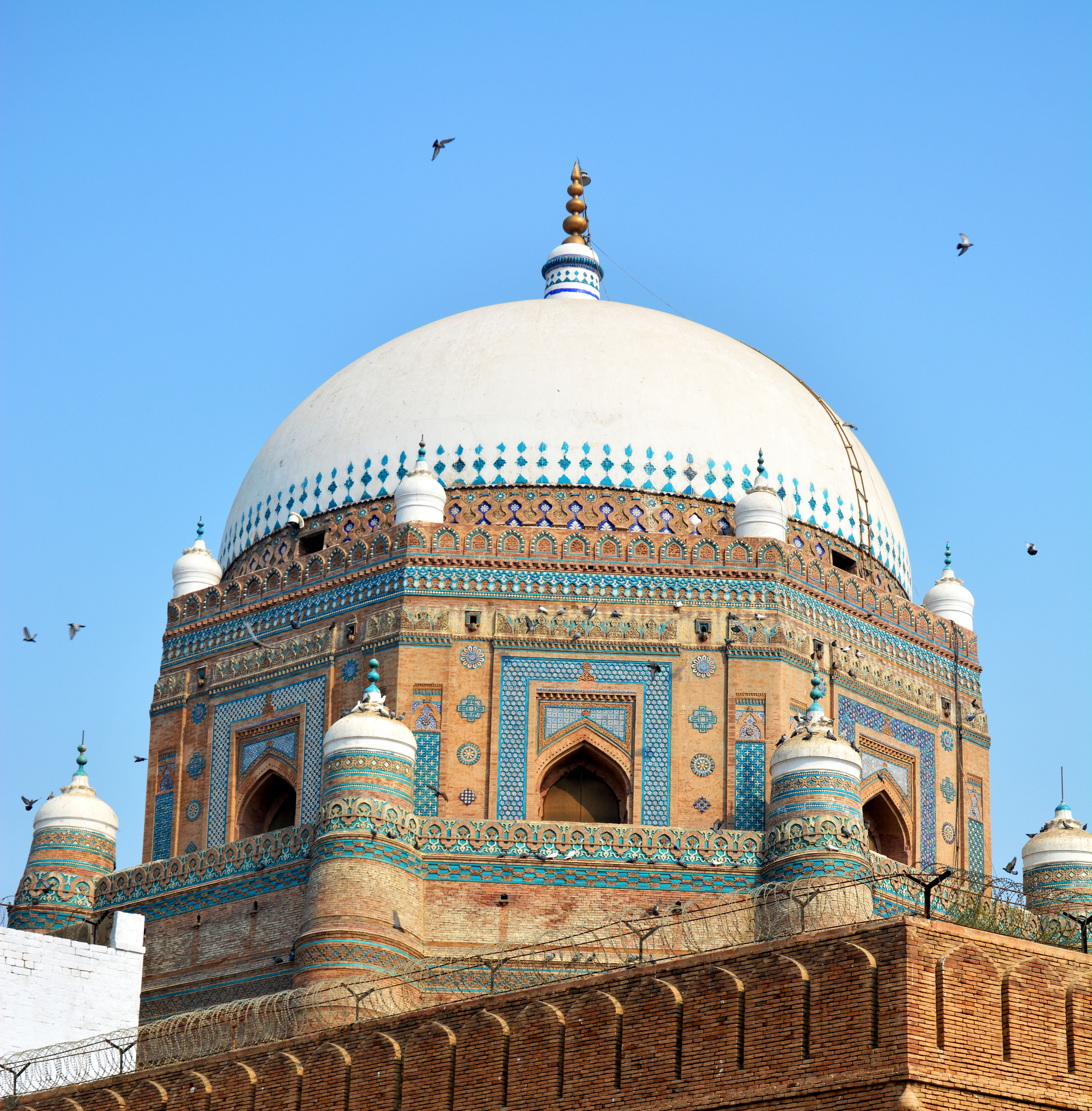
Il mausoleo presenta contrafforti in ciascuno dei suoi otto angoli, incorporando elementi dell'architettura militare Tughluq.